# سانتیپونثه
سانتیپونثه (به اسپانیایی: Santiponce) یک دهستان در اسپانیا است که در استان سبیا واقع شده‌است. سانتیپونثه ۸٫۳۸ کیلومتر مربع مساحت و ۸٬۲۳۸ نفر جمعیت دارد و ۱۸ متر بالاتر از سطح دریا واقع شده‌است.